# Gunilla Palmstierna-Weiss
Vera Gunilla Palmstierna-Weiss, född 28 mars 1928 i Lausanne, Schweiz, död 20 november 2022 i Maria Magdalena distrikt i Stockholm, var en svensk scenograf, kostymtecknare, skulptör och keramiker.

## Biografi
Gunilla Palmstierna-Weiss var dotter till läkaren friherre Kule Palmstierna och läkaren och psykoanalytikern Vera Herzog (1904–1947), vilka skilde sig efter ett kortvarigt äktenskap i hennes tidiga barndom. Tillsammans med sin bror Hans Palmstierna växte hon upp under röriga förhållanden, först i fosterhem och från sex års ålder med sin mor först i Österrike och senare Nederländerna. Större delen av andra världskriget bodde hon i Rotterdam, där hennes mor gift sig med en nederländsk läkare. Gunilla Palmstierna bevittnade matbrist, ockupation och ohyggligheter. I krigets slutskede kom hon i säkerhet i Sverige, där hon sedan blev kvar. 
Hon var gift första gången 1948–1952 med konstnären Mark Sylwan och andra gången från 1964 och fram till hans död 1982 med författaren och filmaren Peter Weiss. Hon är mor till grafiske formgivaren Mikael Sylwan (född 1949) och regissören Nadja Weiss (född 1972). 

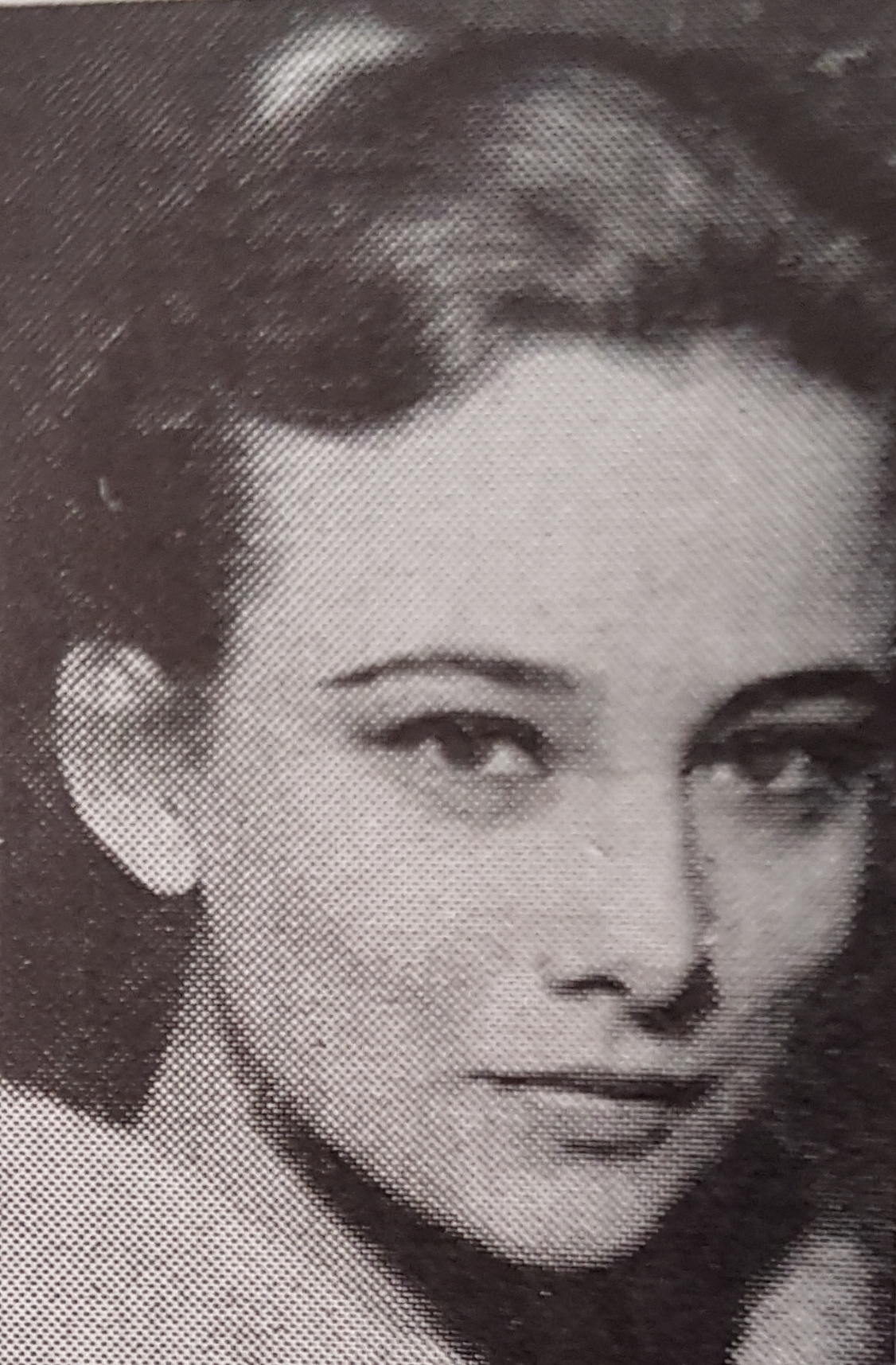

## Konstnär och keramiker
Gunilla Palmstierna-Weiss studerade bland annat keramik och dekormålning på Konstfackskolan i Stockholm och därefter vid Amsterdamse Hogeschool voor de Kunsten och i Paris. 

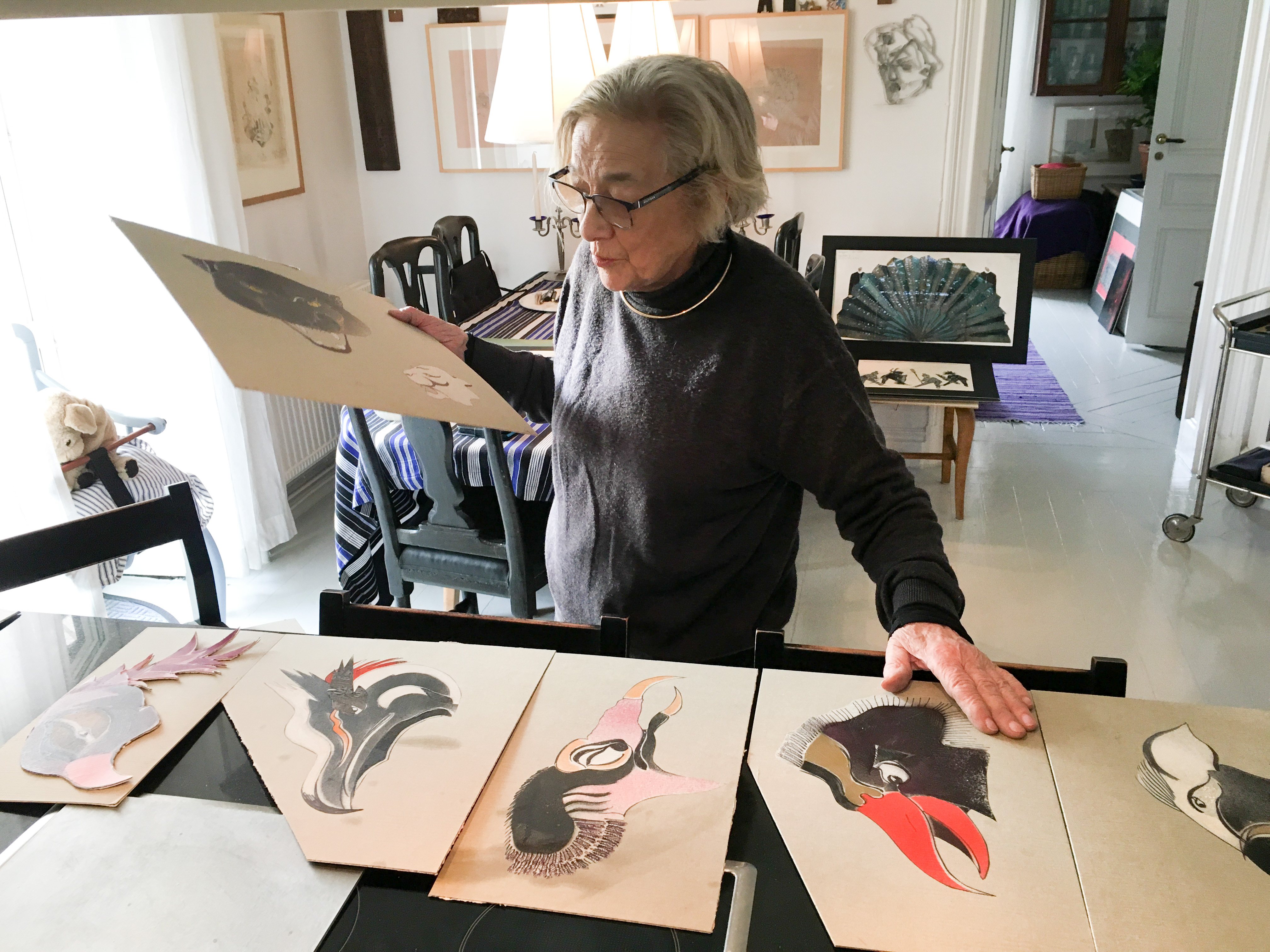
Gunilla Palmstierna-Weiss, 2017

Vid mitten av 1950-talet drev hon tillsammans med Greta Berge och Eva Lindbeck under fyra år keramikverkstaden Tre krukor på Skansen.[källa behövs]
Gunilla Palmstierna-Weiss finns representerad med flera offentliga verk i form av reliefer i keramik, bland andra Ljus och skugga i Radiohuset i Stockholm från 1961 och ett ej längre bevarat konstverk i entrén till Universitetssjukhuset i Örebro. 

### Teater
Palmstierna-Weiss arbete med scenografi och kostym inleddes under 1950-talet vid bland annat Stockholms studentteater och Skolbarnsteatern[förklaring behövs]. 
Under 1950-talet träffade hon Peter Weiss, som hon gifte sig med 1964 och började då på allvar arbeta med teater. Hon gjorde scenografin till flera uppsättningar av hans pjäser och de blev tillsammans centralfigurer i de nya internationella vänsterradikala strömningarna och i den moderna teaterns utveckling i flera länder.

### Mordet på Marat
Till de mest kända produktionerna hör Peter Weiss pjäs Mordet på Marat, där Gunilla Palmstierna-Weiss stod för scenografi och kostym. Uruppsättningen ägde rum i Berlin på Schillertheater i regi av Konrad Swinarski 1964 och den sattes också upp i regi av Peter Brook på The Aldwych Theatre i London samma år. Hon gjorde även scenografi och kostym till Peter Brooks New York-uppsättning av Marat/Sade på Broadway 1965 och dess filmatiserade version 1967. För uppsättningen på Broadway mottog hon 1968 en Tony Award för bästa kostymdesign.

### Samarbete med Ingmar Bergman
Gunilla Palmstierna-Weiss samarbetade med Ingmar Bergman från 1960-talet i totalt 19 uppsättningar fram till 1991, varav en, Dödsdansen, påbörjades både 1976 och 1978, men aldrig genomfördes. Det första samarbetet var uppsättningen av Peter Weiss pjäs Rannsakningen på Dramaten 1966. De uppsättningar som de gjorde tillsammans i Sverige, sattes alla upp på Dramaten och framförallt blev deras versioner av Trettondagsafton, Kung Lear, Fröken Julie och Ett dockhem framgångsrika med återuppsättningar och gästspel runt om i världen. Bergman och Palmstierna-Weiss samarbetade även under Bergmans tid i Tyskland med uppsättningar av John Gabriel Borkman, Fadren och Yvonne, prinsessa av Burgund.

### Övrigt
Vid sidan av sitt konstnärskap var Gunilla Palmstierna-Weiss även lärare i måleri samt föreläste om teaterscenografi och konsthantverk. Under 1950-talet undervisade hon intagna på Långholmens fängelse i teater och konsthantverk.
Palmstierna-Weiss var sommarvärd i Sommar i P1 2014.
Hon är representerad på Moderna museet i Stockholm, Nationalmuseum, Scenkonstmuseet och Örebro läns landsting.

## Teater

### Regi (komplett)
| År   | Produktion    | Upphovsmän            | Regi                                   | Teater                          |
| ---- | ------------- | --------------------- | -------------------------------------- | ------------------------------- |
| 1967 | Macbeth       | William Shakespeare   | Gunilla Palmstierna-Weiss och ensemble | Teaterhögskolan i Havanna, Kuba |
| 1970 | Blodsbröllop  | Federico Garcia Lorca | Donya Feuer, Gunilla Palmstierna-Weiss | Dramaten                        |
| 1982 | Nya processen | Peter Weiss           | Gunilla Palmstierna-Weiss, Peter Weiss | Dramaten                        |

### Scenografi och kostym (komplett)
| År   | Produktion                            | Upphovsmän                                     | Regi                            | Teater                            | Noter                      |
| ---- | ------------------------------------- | ---------------------------------------------- | ------------------------------- | --------------------------------- | -------------------------- |
| 1957 | Nalle Puh                             | A.A. Milne                                     | Per Verner Carlsson             | Skolbarnsteatern                  |                            |
| 1959 | En dörr ska vara öppen eller stängd   | Alfred de Musset                               | Andris Blekte                   | Marsyasteatern                    |                            |
| 1964 | Marat/Sade                            | Peter Weiss                                    | Konrad Swinarski                | Schillertheater                   |                            |
| 1964 | Marat/Sade                            | Peter Weiss                                    | Peter Brook                     | The Aldwych Theatre               |                            |
| 1965 | Macbeth                               | William Shakespeare                            | Fritz Kortner                   | Schillertheater                   |                            |
| 1965 | Marat/Sade                            | Peter Weiss                                    | Peter Brook                     | Martin Beck Theatre               |                            |
| 1965 | Mordet på Marat                       | Peter Weiss                                    | Frank Sundström                 | Dramaten                          |                            |
| 1966 | Die Wanze (Vägglusen)                 | Vladimir Majakovskij                           | Konrad Swinarski                | Schillertheater                   |                            |
| 1966 | Rannsakningen                         | Peter Weiss                                    | Ingmar Bergman                  | Dramaten                          |                            |
| 1967 | Sången om Skråpuken                   | Peter Weiss                                    | Etienne Glaser och ensemble     | Scalateatern                      |                            |
| 1967 | Sången om Skråpuken                   | Peter Weiss                                    | Etienne Glaser och ensemble     | Gästspel, Theather am Turm        |                            |
| 1967 | Dödsdansen                            | August Strindberg                              | Ulf Palme                       | Dramaten                          |                            |
| 1968 | Vietnamdiskurs                        | Peter Weiss                                    | Harry Buckwitz                  | Städtische Bühnen                 |                            |
| 1969 | Heliga Johanna från slakthusen        | Peter Weiss                                    | Johan Bergenstråhle             | Stockholm stadsteater             | Även föreställningsaffisch |
| 1970 | Trotskij i exil                       | Peter Weiss                                    | Harry Buckwitz                  | Düsseldorfer Schauspielhaus       |                            |
| 1970 | Blodsbröllop                          | Federico Garcia Lorca                          | Gunilla Palmstierna-Weiss       | Dramaten                          |                            |
| 1971 | Show                                  | Lars Forssell                                  | Ingmar Bergman                  | Dramaten                          | Även föreställningsaffisch |
| 1972 | Hölderlin                             | Peter Weiss                                    | Lars Göran Carlson              | Dramaten                          |                            |
| 1973 | Hölderlin                             | Peter Weiss                                    | Hanns-Anselm Perten             | Volkstheater, Rostock             |                            |
| 1973 | Sjung vackert om kärlek               | Gottfried Grafström                            | Gunnel Lindblom                 | Dramaten                          | Även föreställningsaffisch |
| 1974 | Myterna                               | Ulla Ryum                                      | Anita Brundahl/Erland Josephson | Dramaten                          | Ej genomförd               |
| 1974 | Figaros bröllop                       | Pierre de Beaumarchais                         | Götz Friedrich                  | Hollandsfestivalen, Nederländerna |                            |
| 1975 | Trettondagsafton                      | William Shakespeare                            | Ingmar Bergman                  | Dramaten                          |                            |
| 1976 | Dödsdansen                            | August Strindberg                              | Ingmar Bergman                  | Dramaten                          | Ej genomförd               |
| 1977 | Kritcirkeln                           | Bertolt Brecht                                 | Lars Göran Carlson              | Dramaten                          |                            |
| 1977 | Fadren                                | August Strindberg                              | Jan Håkanson                    | Stockholms stadsteater            | Även föreställningsaffisch |
| 1978 | Dödsdansen                            | August Strindberg                              | Ingmar Bergman                  | Dramaten                          | Ej genomförd               |
| 1979 | Fadren                                | August Strindberg                              | Hans Lietzau                    | Residenztheater                   | Ej genomförd               |
| 1979 | Trettondagsafton                      | William Shakespeare                            | Ingmar Bergman                  | Nypremiär, Dramaten               |                            |
| 1980 | Trettondagsafton                      | William Shakespeare                            | Ingmar Bergman                  | Turné, Paris                      |                            |
| 1980 | Yvonne, prinsessa av Burgund          | Witold Gombrowicz                              | Ingmar Bergman                  | Residenztheater                   |                            |
| 1981 | Ett dockhem                           | Henrik Ibsen                                   | Ingmar Bergman                  | Residenztheater                   |                            |
| 1981 | Fröken Julie                          | August Strindberg                              | Ingmar Bergman                  | Residenztheater                   |                            |
| 1981 | Fröken Julie                          | August Strindberg                              | Ingmar Bergman                  | Gästspel, Dramaten                |                            |
| 1981 | Dödsdansen                            | August Strindberg                              | Stephan Stroux                  | Düsseldorfer Schauspielhaus       |                            |
| 1982 | Nya processen                         | Peter Weiss                                    | Peter Weiss                     | Dramaten                          | Även föreställningsaffisch |
| 1982 | Fröken Julie                          | August Strindberg                              | Ingmar Bergman                  | Turnétheater, München             |                            |
| 1983 | Fadren                                | August Strindberg                              | Jan Håkanson                    | Det Kongelige Teater              |                            |
| 1983 | Dom Juan                              | Molière                                        | Ingmar Bergman                  | Salzburger Festspiele             |                            |
| 1983 | Dom Juan                              | Molière                                        | Ingmar Bergman                  | Cuvilliés-Theater, München        |                            |
| 1984 | Kung Lear                             | William Shakespeare                            | Ingmar Bergman                  | Dramaten                          |                            |
| 1985 | Kung Lear                             | William Shakespeare                            | Ingmar Bergman                  | Turné, Europa                     |                            |
| 1985 | John Gabriel Borkman                  | Henrik Ibsen                                   | Ingmar Bergman                  | Residenztheater                   |                            |
| 1985 | John Gabriel Borkman                  | Henrik Ibsen                                   | Ingmar Bergman                  | Turné, Europa                     |                            |
| 1985 | Fröken Julie                          | August Strindberg                              | Ingmar Bergman                  | Dramaten                          |                            |
| 1985 | Fröken Julie                          | August Strindberg                              | Ingmar Bergman                  | Turné, Europa och Kanada          |                            |
| 1986 | Fröken Julie                          | August Strindberg                              | Ingmar Bergman                  | Turné, London och Los Angeles     |                            |
| 1988 | Fröken Julie                          | August Strindberg                              | Ingmar Bergman                  | Turné, Tokyo och Moskva           |                            |
| 1988 | Sanna kvinnor                         | Anne Charlotte Leffler                         | Gunnel Lindblom                 | Dramaten                          |                            |
| 1988 | Mot ljuset                            | Lolo Amble                                     | Gunnel Lindblom                 | Dramaten                          |                            |
| 1988 | Lång dags färd mot natt               | Eugene O'Neill                                 | Ingmar Bergman                  | Dramaten                          |                            |
| 1989 | Ett dockhem                           | Henrik Ibsen                                   | Ingmar Bergman                  | Dramaten                          |                            |
| 1990 | En gång där en källa flöt             | Pierre Ström, Finn Zetterholm                  | Jan Tiselius                    | Riksteatern, turné till 48 orter  |                            |
| 1991 | Ett dockhem                           | Henrik Ibsen                                   | Ingmar Bergman                  | Turné, Europa och New York        |                            |
| 1991 | Fröken Julie (nypremiär)              | August Strindberg                              | Ingmar Bergman                  | Dramaten                          |                            |
| 1991 | Fröken Julie (reviderad turnéversion) | August Strindberg                              | Ingmar Bergman                  | Gästspel, New York                |                            |
| 1992 | Landet utan gräns                     | Arthur Schnitzler                              | Jan Håkanson                    | Stockholms stadsteater            | Även föreställningsaffisch |
| 1995 | Medea                                 | Euripides                                      | Karin Engberg                   | Turnéteater                       |                            |
| 1996 | Vem är rädd för Virginia Woolf?       | Edward Albee                                   | Lars Norén                      | Vasateatern                       |                            |
| 1997 | Så enkel är kärleken                  | Lars Norén                                     | Christian Tomner                | Vasateatern                       |                            |
| 1998 | Gustav Vasa                           | August Strindberg                              | Alexander Nordström             | Maly teatr, Moskva                |                            |
| 1999 | Gustaf Wasa                           | Johann Gottlieb Naumann, Johan Henric Kellgren | Alexander Nordström             | Operan, Odessa                    | Nedlagd                    |
| 2003 | Orestien                              | Aischylos                                      | Richard Turpin                  | Teater Tribunalen                 |                            |

## Utställningar

### Separat- och samlingsutställningar
| År   | Utställningstitel                            | Plats                                         | Ort                 | Föremål                                              |
| ---- | -------------------------------------------- | --------------------------------------------- | ------------------- | ---------------------------------------------------- |
| 1953 | Svenska tecknare                             | Nationalmuseum                                | Stockholm           | Teckningar                                           |
| 1953 | Picasso et les poitiers                      | Musée national Picasso "La guerre et la paix" | Vallauris           | Keramik                                              |
| 1954 | -                                            | Kungsträdgården                               | Stockholm           | Egen monter med keramik                              |
| 1954 | Utställning tillsammans med Torun Bülow-Hübe | Galerie du Siècle                             | Paris               | Stengods och design                                  |
| 1955 | De unga, separatutställning                  | Ej känt                                       | Stockholm           | Teckningar och keramik                               |
| 1958 | Svenska Slöjdföreningen                      | Liljevalchs konsthall                         | Stockholm           |                                                      |
| 1959 | Svenska Slöjdföreningen                      | Hötorgshallen                                 | Stockholm           |                                                      |
| 1961 | Separatutställning                           | Hantverket, Brunkebergstorg                   | Stockholm           | Stengods och design                                  |
| 1965 | Berlinerpaviljongen, separatutställning      | Tiergarten                                    | Västberlin          | Stengods, scenografi- och kostymskisser              |
| 1966 | Separatutställning                           | Grassi Museum                                 | Leipzig             | Stengods, scenografi- och kostymskisser              |
| 1967 | Separatutställning                           | Gävle museum                                  | Gävle               | Teater och stengods                                  |
| 1968 | -                                            | Galleri Dr. Glas                              | Stockholm           | Stengods, scenografi- och kostymskisser samt affisch |
| 1969 | Vandringsutställning                         | -                                             | Mariefred/Stockholm | Scenografi- och kostymskisser                        |
| 1969 | -                                            | Nationalmuseum                                | Stockholm           | Kostymskisser, konsthantverk                         |
| 1970 | Separatutställning                           | Bildmuseet                                    | Umeå                | Scenografimodeller, kostymskisser och stengods       |
| 1971 | -                                            | Pragquadrinalen                               | Prag                | Scenografimodeller och kostymskisser                 |
| 1971 | -                                            | Henie-Onstad Kunstsenter                      | Norge               | Scenografimodeller och kostymskisser                 |
| 1972 | -                                            | Akademie der Künste                           | Västberlin          | Teaterkostymer och kostymskisser                     |
| 1973 | Vandringsutställning                         | Riksutställningar                             | Stockholm           | Scenografimodeller och kostymskisser                 |
| 1975 | -                                            | Pragquadrinalen                               | Prag                | Scenografimodeller och kostymskisser                 |
| 1977 | -                                            | Södertälje konsthall                          | Södertälje          | Kostymskisser                                        |
| 1978 | -                                            | Postmuseum                                    | Stockholm           | Teaterskisser?                                       |
| 1979 | -                                            | Pragquadrinalen                               | Prag                | Scenografimodeller och kostymskisser                 |
| 1980 | -                                            | Gerleborgsskolan, Riksutställningar           | Göteborg            | Teaterskisser?                                       |
| 1981 | Vandringsutställning                         | Riksutställningar                             | Stockholm           | Stengods och reliefer                                |
| 1988 | -                                            | Svenska Institutet                            | Paris               | Kostymskisser                                        |
| 1989 | Separatutställning                           | Bildmuseet                                    | Umeå                | Scenografimodeller, kostymskisser och reliefer       |
| 1990 | Peter Weiss-utställning                      | Akademie der Künste                           | Berlin              | Scenografimodeller och kostymskisser                 |
| 1991 | Peter Weiss-utställning                      | Moderna museet                                | Stockholm           | Scenografimodeller och kostymskisser                 |
| 1995 | Scenographi, separatutställning              | Prins Eugens Waldemarsudde                    | Stockholm           | Scenografimodeller, kostymskisser och konsthantverk  |
| 1997 | Szenographie, separatutställning             | Bochum Museum                                 | Bochum              | Scenografimodeller, kostymskisser och konsthantverk  |

### Formgivning utställningar
| År   | Utställningstitel       | Plats                                  | Ort       | Noter                        |
| ---- | ----------------------- | -------------------------------------- | --------- | ---------------------------- |
| 1973 | -                       | Riksutställningar                      | Stockholm |                              |
| 1981 | Vandringsutställning    | Riksutställningar                      | Stockholm |                              |
| 1987 | Dramaten 200 år         | Vandringsutställning/Riksutställningar | Stockholm | Tillsammans med Katja Waldén |
| 1990 | Peter Weiss-utställning | Akademie der Künste                    | Berlin    |                              |
| 1991 | Peter Weiss-utställning | Moderna museet                         | Stockholm |                              |
| 1995 | Scenografi              | Prins Eugens Waldemarsudde             | Stockholm | Egen utställning             |
| 1997 | Szenographie            | Bochum Museum                          | Bochum    | Egen utställning             |

## Priser och utmärkelser
- 1966 – Tony Award, Best Costume Design Marat/Sade[6]
- 1969 – Guldmedalj i Novi Sad för Marat/Sade och Vietnamdiskurs
- 1971 – Guldmedalj för kostymdesign, Pragkvadrinalen
- 1990 – Teaterförbundets guldmedalj för "utomordentlig konstnärlig gärning"
- 1994 – Professors namn
- 2014 – Kungliga priset